# HD 114386
HD 114386 é uma estrela na constelação de Centaurus. Tem uma magnitude aparente visual de 8,73, sendo invisível a olho nu. Medições de paralaxe da sonda Gaia indicam que está localizada a aproximadamente 91 anos-luz (28 parsecs) da Terra. Esta é uma estrela de classe K da sequência principal com um tipo espectral de K3V e uma idade estimada de 9 bilhões de anos. Possui uma massa estimada de 76% da massa solar e um raio de 73% do raio solar. Sua fotosfera está brilhando com 28% da luminosidade solar a uma temperatura efetiva de 4 930 K. A estrela possui uma baixa metalicidade, com 83% da abundância de ferro do Sol.
Em 2004, foi publicada a descoberta de um planeta extrassolar orbitando HD 114386, com um período orbital de aproximadamente 1000 dias e uma massa mínima de 1,2 MJ. Ele foi detectado pelo método da velocidade radial a partir de observações do espectrógrafo CORALIE. Uma publicação de 2011 listou um segundo planeta com um período de 445 dias e uma massa mínima de 0,37 MJ, mas sua descoberta não foi publicada. Esse novo planeta foi listado com a letra 'b', e o antigo com a letra 'c', possivelmente um erro.
| Planeta | Massa    | Período orbital (dias) | Excentricidade |
| ------- | -------- | ---------------------- | -------------- |
| b       | >0,37 MJ | 445                    | 0,12           |
| c       | >1,19 MJ | 1046                   | 0,06           |